# Kamnje, Šentrupert
Kamnje so naselje v Občini Šentrupert.